# Polymixinia
Polymixinia là một chi bướm đêm thuộc họ Geometridae.